# Sandsele
Sandsele este o arie protejată (arie specială de conservare — SAC, sit de importanță comunitară — SCI) din Suedia întinsă pe o suprafață de 6,1 ha, integral pe uscat.

## Localizare
Centrul sitului Sandsele este situat la coordonatele 65°18′22″N 17°39′26″E / 65.3061°N 17.6571°E.

## Înființare
Situl Sandsele a fost declarat sit de importanță comunitară în decembrie 1998 pentru a proteja 1 specie de animale. Situl a fost protejat și ca arie specială de conservare în martie 2011.

## Biodiversitate
Situată în ecoregiunea boreală, aria protejată conține 3 habitate naturale: Pajiști aluvionare boreale nordice, Mlaștini alcaline, Râuri naturale fino-scandinave.
La baza desemnării sitului se află o specie protejată de  nevertebrate: Vertigo geyeri.